# Michelangelo Torcigliani

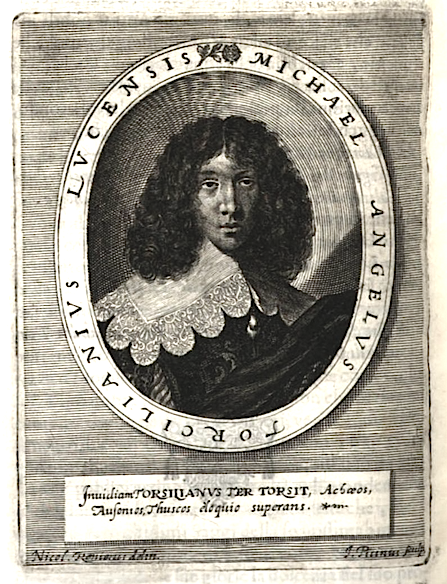
Michelangelo Torcigliani (incisione da Le glorie degli Incogniti, 1647)

Michelangelo Torcigliani (Lucca, marzo 1618 – Venezia, 25 novembre 1679) è stato un poeta e traduttore italiano di scuola marinista.

## Biografia
Nacque da Giuliano e da Apollonia Morastrelli. Compì i primi studi nella città natale, probabilmente sotto la guida di Guido Vannini, traduttore della Gerusalemme liberata in esametri latini, e di Giuseppe Laurenzi, lettori di “umanità” nella prestigiosa scuola di eloquenza di San Girolamo. Proseguì la sua formazione a Roma, dove rimase fino al 1636 e dove entrò in contatto con gli ambienti curiali di Urbano VIII, nonché con il pontefice stesso. Sul finire del 1636 lasciò Roma per insediarsi stabilmente a Venezia, tra i centri più militanti del marinismo. A Venezia divenne membro all’Accademia degli Incogniti, stringendo profonda amicizia con Leonardo Quirini e Pietro Michiele.
Fu in contatto con un numerosi uomini di cultura dell’Italia barocca, come Angelico Aprosio, Agostino Mascardi, Giovanni Ciampoli e Francesco Pona.
Non prese moglie e non ebbe figli. Morì a Venezia nel 1679.

## Opera
Tra i lavori del periodo romano si ricordano il Gryphus purpuratus (Venezia, Sarzina, 1637), l’Adone ridotto in otto canti (epitome del poema mariniano, diffusa a partire dal 1637) e un gruppo di altre opere che saranno stampate solo dopo la sua morte, fra cui La coltre di Teti (poemetto in ottave ispirato al carme 64 di Catullo), L’occhio comico (commedia satirica contro Tommaso Stigliani) e l’Eneide maccaronica.
Al periodo veneziano appartengono invece i due epitalamî Le querele d’Amore (Venezia 1640) e L’Aurora fra le Nereidi (Venezia 1640) e le versioni poetiche dai classici, in particolare da Catullo e dai Dialoghi di Luciano e da Anacreonte, del quale il Torcigliani tradusse in volgare l’intera produzione poetica allora conosciuta (anche questi lavori verranno stampati postumi).
Sempre a Venezia scrisse opere di argomento sacro, come I settantadui nomi di Dio (corona di sonetti pubblicati nel terzo volume dell’Eco cortese), l’ecloga La lucerna sotto lo staio, alcuni Salmi in lingua latina, La sedia coronata (dodici sonetti) e la raccolta di rime L’acque della Vergine (Padova, Frambotti, 1674).
Scrisse anche drammi per musica, che tuttavia non sono stati ancora identificati in modo risolutivo. Gli si attribuisce, fra gli altri, il testo delle Le nozze di Enea con Lavinia, messo in musica da Claudio Monteverdi.
Molti scritti del Torcigliani, fra cui parte del suo corpus epistolare, ricevettero pubblicazione postuma a cura del fratello del poeta, Salvestro (sic), in tre volumi dal titolo Eco cortese, Lucca, Salvator Marescandoli e Fratelli, 1680-1683.

## Un testo esemplificativo

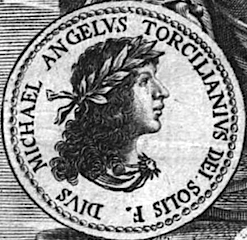
Medaglione con il profilo di Torcigliani (incisione da I Vezzi d'Erato di Lorenzo Quirini, part.)

(Michelangelo Torcigliani, Ad una giovinetta – da Anacreonte)